# Ridder (ruiter)

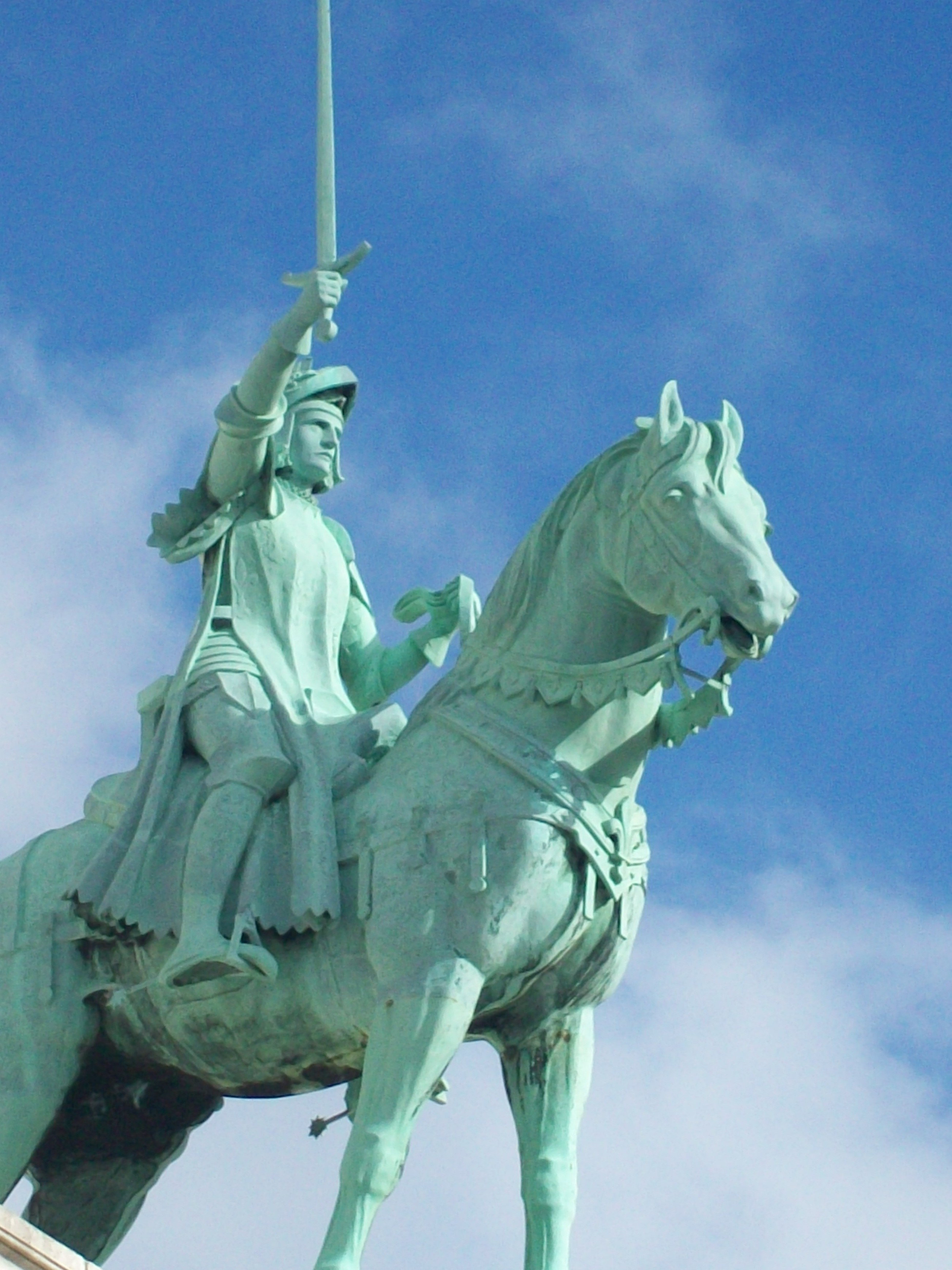
Een standbeeld van een ridder in de buurt van de Sacré-Cœur

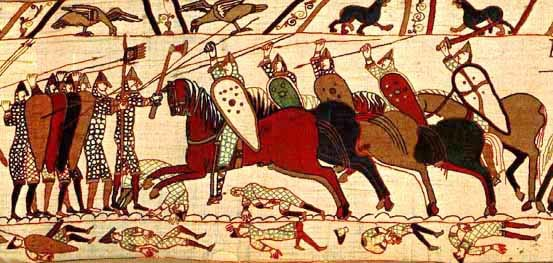
Het gebruik van de lans door het boven de arm te houden op het tapijt van Bayeux. Rond deze tijd werd de nieuwe manier van het gebruik van de lans ontwikkeld

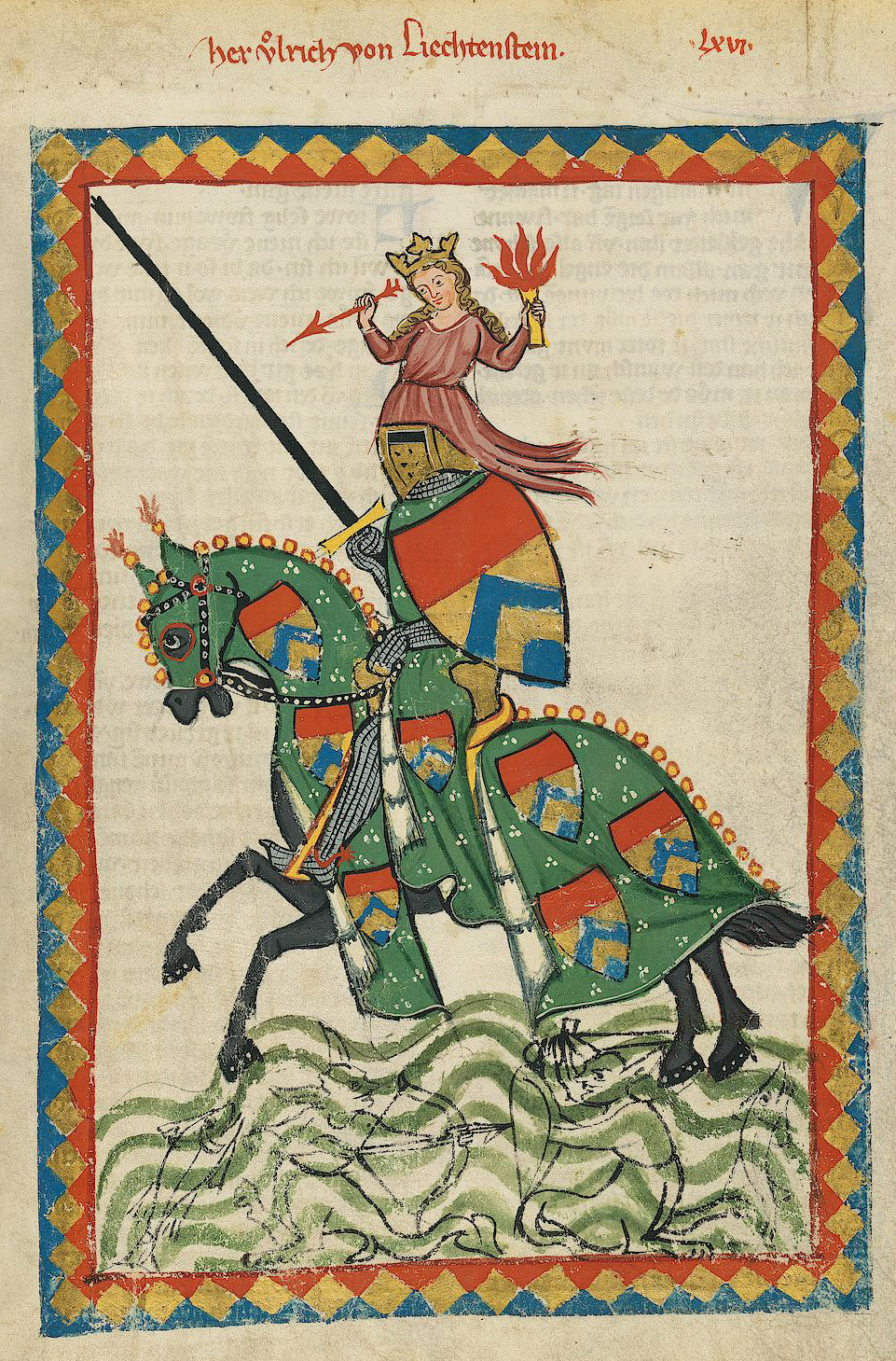
Middeleeuwse illustratie van de geïdealiseerde ridder Ulrich von Liechtenstein uit de 14e-eeuwse Codex Manesse

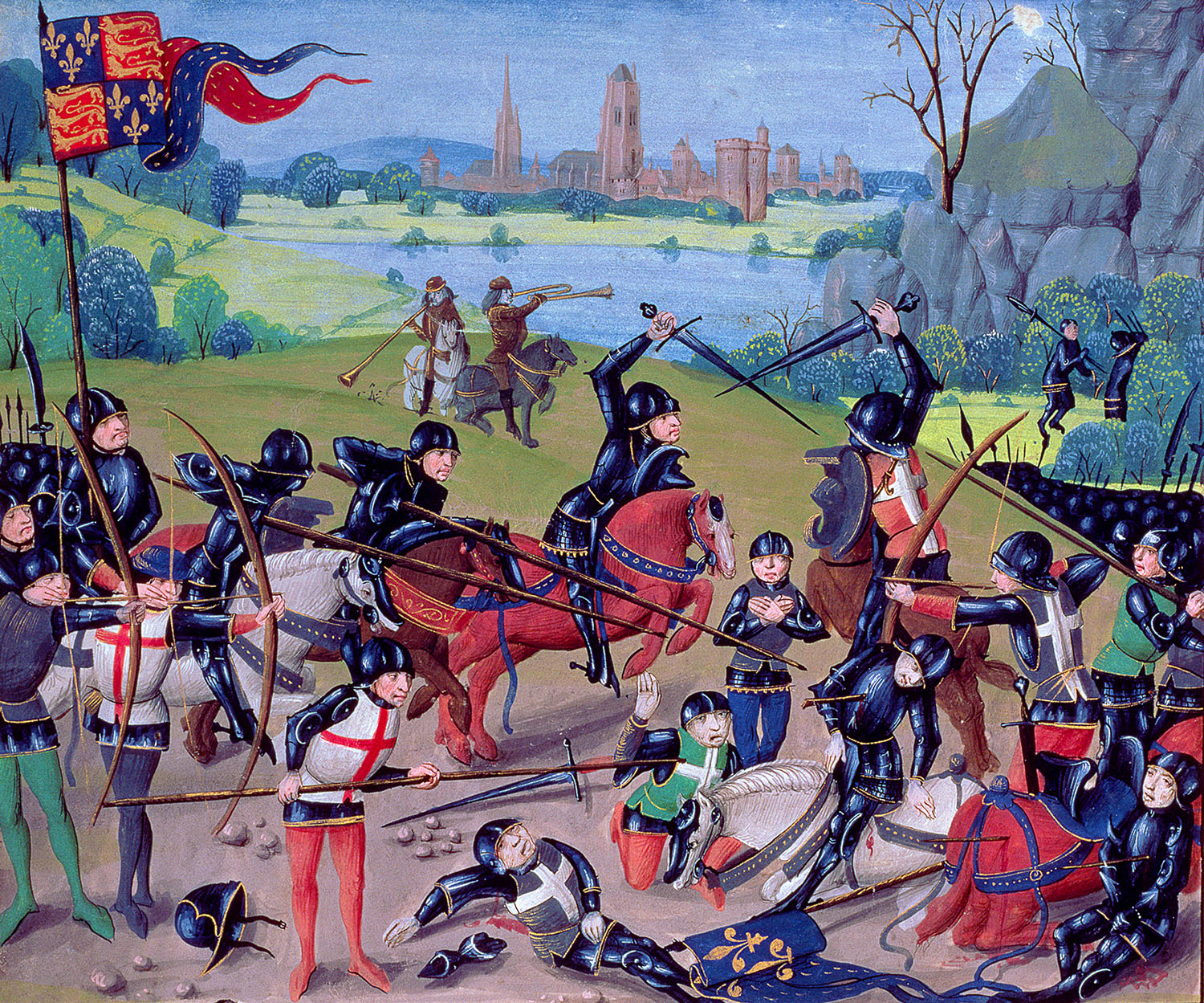
De Slag bij Azincourt, 15e-eeuwse afbeelding

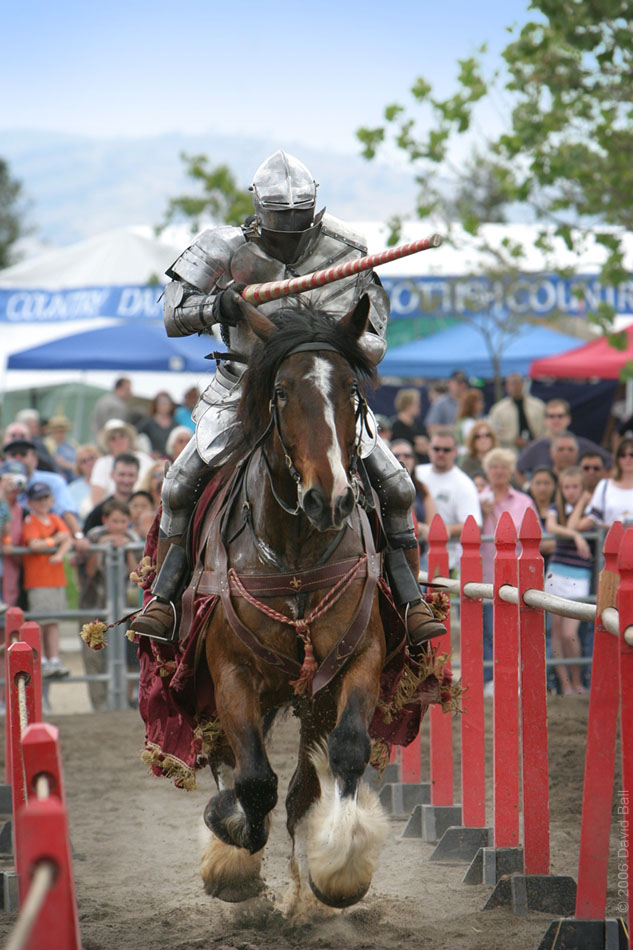
Ruiter speelt een steekspel na, 2006

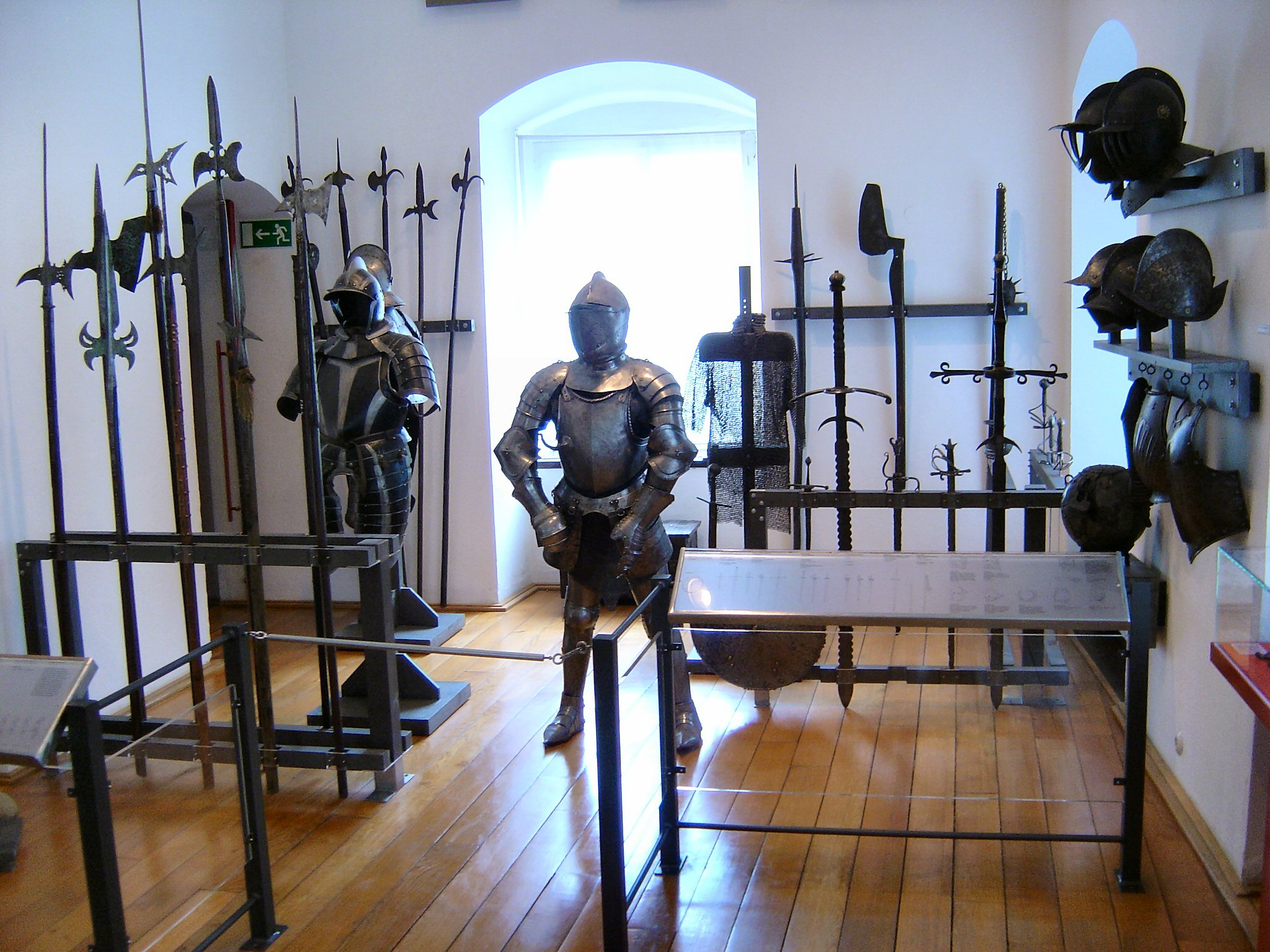
Ridderuitrusting

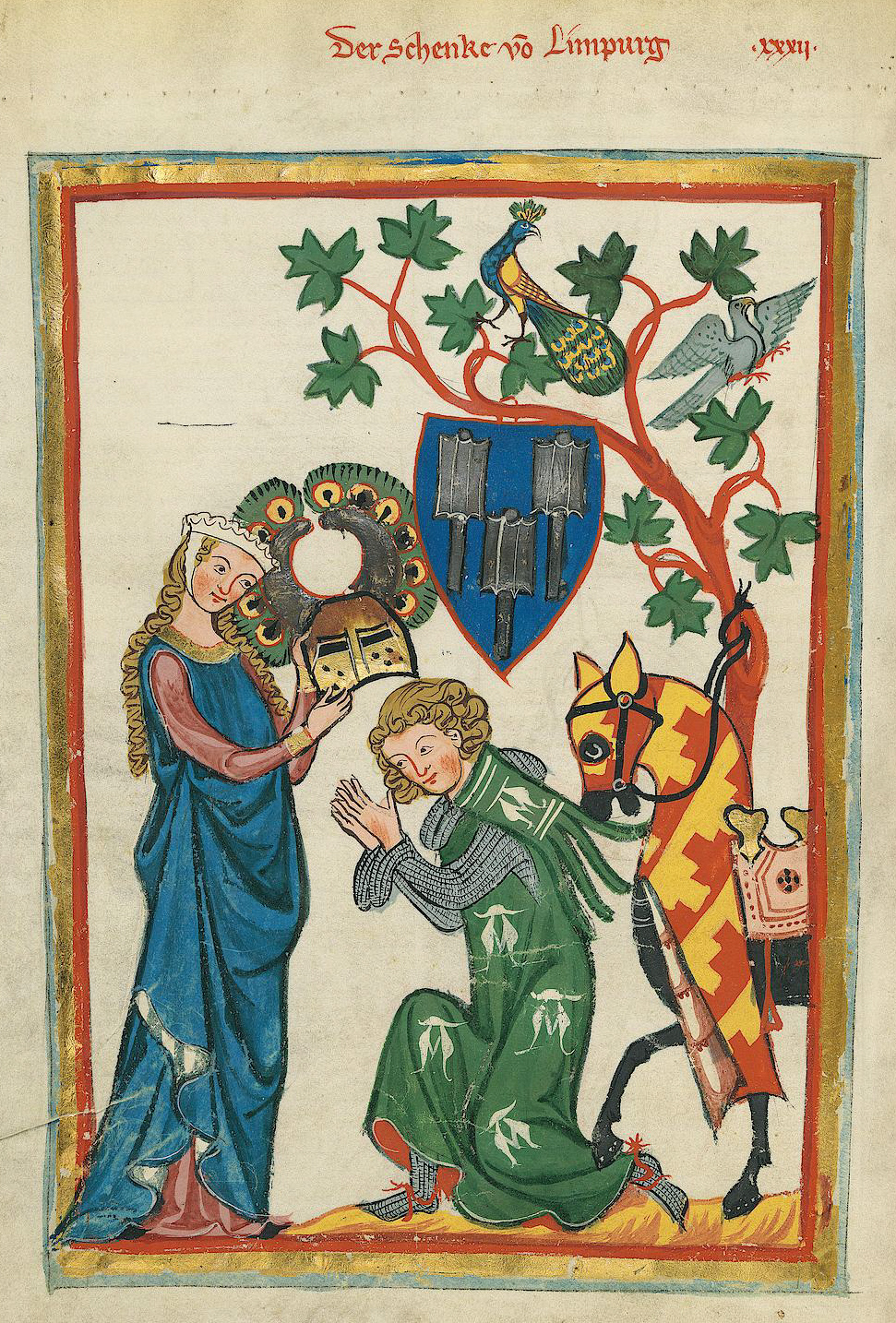
Een ridder en zijn dame, een afbeelding van hoofse liefde, afbeelding uit ca. 1320

Een ridder (een woord afgeleid van "rijder" als leenvertaling van het Oudfranse "chevalier") was in de middeleeuwen een bereden en bepantserde soldaat (ruiter), die persoonlijk de ridderslag ontvangen had.

## Van soldaat te paard tot edelman
De oorsprong van de ridderstand ligt in de vroege middeleeuwen. Na het uiteenvallen van het keizerrijk van Karel de Grote veranderde de maatschappij (ook Feodale of Banale revolutie genoemd). De verzwakking van het centrale gezag en de invallen van de Noormannen leidden tot een verbrokkeling en machtsvacuüm in West-Europa. Uit de brokstukken gingen nakomelingen uit de Karolingische rijksaristocratie en lokale machthebbers zich vorstelijk gezag toe-eigenen en nieuwe gehelen opbouwen. Grondbezit is de maatstaf van hun macht en in onderlinge strijd trachtten zij hun territorium te vergroten. Conflicten werden uitgevochten. Er was veel wapengeweld. De landsheren hadden geen staand leger. Zij onderhielden op eigen kosten kleine troepen. Voor de strijd sloten ze een verbond met zo veel mogelijk medestanders/medewerkers. Om die aan zich te binden maakten ze gebruik van het leenstelsel. In de overwegend agrarische middeleeuwen vormden de leengronden de financiële en sociale grondslag van de defensie. Als leenheer leenden ze land aan leenmannen (vazallen). Die vazallen zwoeren in ruil trouw aan hun leenheer. Ze verplichten zich daarmee voor hun leenheer te strijden, hetzij eigenhandig, hetzij door op hun kosten een aantal ruiters (cavaleristen) te leveren. 
Leenmannen die eigen vazallen bezaten en deze in het gevecht aanvoerden werden baanderheer genoemd.
De feodale legers werden gevormd door de tijdelijke mobilisatie van dienstplichtige vazallen en hun dienstlieden (ook ministerialen genoemd). Strijders te paard stelden hun militaire diensten ter beschikking aan een graaf, hertog of een andere feodale heer. In de loop van de 10e eeuw ontstond zo een professionele, geoefende strijdersklasse, gevormd door vrije edelen en onvrije dienstlieden die uitgroeide tot ridders. 
Deze groep van militaire ministerialen kreeg meer aanzien door hun militaire vaardigheden, een vast inkomen en de mogelijkheid om te oefenen, een goede uitrusting aan te schaffen, paarden te hebben etc. Met het groeiend aanzien verkregen zij meer rechten en konden zij zich geleidelijk onttrekken aan hun onvrije afkomst. Zij gingen een adellijke levensstijl voeren. Sommigen onder hen verwierven rijkdom of werden beloond met land en een hoeve of versterkt woonhuis in bruikleen.
Tussen de 11e en de 13e eeuw, verschillend per regio en afhankelijk van persoonlijke relaties, gingen de militaire ministerialen samen met de lagere adel één klasse van ridderadel vormen. De concepten van ridderlijkheid en adel werden steeds meer met elkaar vervlochten. Door herendienst, dappere wapenfeiten en een ridderlijke levenshoudig maakte kon de ridderslag kon men deel gaan uitmaken van de adel.
Adellijke afstamming was niet langer het enige criterium om als edele beschouwd te worden. Vrijheid, grondbezit, macht en rijkdom speelden een belangrijke rol. In Brabant was het bezit van een heerlijkheid een voorwaarde. In Sticht Utrecht bleef het onderscheid bestaan tot in de 14e eeuw. In Gelre was er geen integratie met de adel tot in de 16e eeuw 
Ook door hun rol in de kruistochten en de geschiedschrijving daarover, de opkomst van militair-religieuze ridderorden en en ridderromans verhoogde het prestige van de ridders.  De luister verbonden aan de riddertitel maakte dat ook edelen, die niet voor een militaire carrière voorbestemd waren zich lieten ridderen. Rond de 13e eeuw werd het steeds meer gebruikelijk onder de hogere adel om ook de ridderslag te ontvangen. 
Ridders behoorden tot een beroepsstand van al wie wapens droeg, van dienstman tot koning. Daarbij waren ook heren die de titel enkel voor de naam droegen maar de militaire opdrachten lieten uitoefenen door ondergeschikten. Tot de 17e eeuw 
bleef de feodale dienstplicht bestaan. Edelen ware persoonlijk mobiliseerbaar door hogere heerlijkheden. 
In de loop van de 13de eeuw sloot nieuwe groep van riddersaristocratie zich van onder uit af voor nieuwkomers. Men kon alleen nog ridder worden, met de bijbehorende status van edelman, als men uit een ridderlijke familie stamde. En wie daarvan afstamde beschouwde zich als bloedadel. Enkel de vorst kon niet-edelen adelen waardoor deze een rechtstreekse invloed had op de samenstelling van de adel.  De riddertitel impliceerde de erkenning van adellijke afkomst, al bleef het onderscheid tussen de hoogste adel van vorsten, hertogen en graven en de lagere adel wel behouden.

## Militaire elite
zie voor de Romeinse militaire elite: equites

## Ministerialen en ridderlenen
In Nederland, en ook de rest van het Heilige Roomse Rijk, werd aanvankelijk een groot deel van de ridders gerekruteerd uit de klasse van de "ministerialen". Dit waren de dienstmannen van de adellijke klasse. Zijzelf waren niet van adel, en waren net als de horigen niet vrij in hun doen en laten. Zo waren zij ook gebonden aan het land en aan de dienst van een heer. Deze klasse had, in tegenstelling tot de horigen, een hogere functie binnen het beheer van het land en de goederen van de heer. Zo waren de functies van kastelein, seneschalk, paardenmeester en kamerheer vaak voorbehouden aan mannen uit deze klasse. Ook waren deze mannen getraind als ridder om de heer bij te staan in zijn oorlogen. Ook deze ministrialen streefden naar de beloning voor hun diensten in de vorm van de “ridderleen”; land en goederen waarmee de ministeriaal zich in zijn eigen onderhoud kon voorzien.
Gedurende de 11e en de 12e eeuw, met name tijdens de investituurstrijd, maakte deze klasse een emancipatie door: ze kregen meer rechten en gingen behoren tot de vrije klasse en later zelfs de adel.

## Ridderlijkheid: feiten en mythen
Met hun ontstaan als aristocratische cavalerie, ontstond ook een gedragscode over wat ridderlijk gedrag was, de normen en waarden zijn een vermenging van de feitelijke situatie en die uit ridderromans en mythen. Om te beginnen moest een ridder feitelijk, op grond van de leenovereenkomst met zijn heer, ervoor zorgen dat hij in een goede conditie was en goed getraind als cavalerist, een goede bewapening en uitrusting had en voldoende paarden bezat die eveneens waren getraind in oorlogsvoering. Daarvoor moest hij voldoende inkomsten genereren met de grond die hij in bruikleen had gekregen. Dan was er een ethos bestaand uit een mengeling van adellijke en christelijke componenten en de gebruiken aan de hoven. Zo had een ridder zich aan de conventies van hoofs gedrag te houden. In de tijd van de Rooms-Katholieke miliaire expedities tegen andersgelovigen, kruistochten, werd van ridders verwacht dat ze meevochten maar niet iedere heer stemde daarmee in.
Ridderlijkheid viel uiteen in vijf hoofdwaarden:
- Eer
- Kracht en moed
- Trouw
- Vrijgevigheid
- Eerlijkheid

Daarnaast waren er nog andere belangrijke richtlijnen, zoals het beschermen van de zwakkeren, ouderen en vrouwen en goed gedrag jegens vrouwen en anderen van de adellijke stand. Veel werd er in de praktijk zo niet nageleefd, maar ze maakten standaard deel uit van mythes en ridderromans rondom het ridderschap.
Het volgen van deze waarden zou leiden tot het zijn van een perfecte ridder, alhoewel lang niet iedereen zich hieraan hield. Ridderliteratuur, zoals de verhalen rond de fictieve figuur koning Arthur, geven een geromantiseerd beeld van deze waarden en deze vertellingen zijn bij veel meer mensen bekend dan de geschiedschrijving. Dit ethos heeft grote invloed gehad op de adellijke elite. Niet alleen in de middeleeuwen, maar ook daarna. Het ontwikkelde zich en leefde voort in het ideaal van de gentleman. Ook daar is de praktijk weerbarstiger dan de leer.
Nog steeds zegt men van iemand die onder lastige omstandigheden in redelijkheid handelt zonder alleen aan het eigenbelang te denken, galant is tegenover vrouwen en zijn verlies zonder morren neemt, dat hij zich ridderlijk gedraagt.

## Toernooien
Toernooien ontstonden in de 11e eeuw, tegelijkertijd met de opkomst van de ridderklasse. Het werden zeer populaire aangelegenheden en het gebruik verspreidde zich snel over Europa. Het was voor de adellijke klasse een manier om samen te komen, feesten te geven en om militaire technieken te oefenen.
In het begin was het geen spel, maar waren het bloederige aangelegenheden die weinig verschilden van een echte oorlog. Vaak werd er een gebied aangewezen waar men elkaar te lijf kon gaan, en waarbij zowel deelnemers als toeschouwers het risico liepen gewond te raken – of erger. Het was toen voor arme ridders een mogelijkheid om geld te verdienen door het nemen van gevangenen, waarbij niet alleen losgeld werd betaald, maar ook de wapens en de paarden aan de overwinnaar toekwamen.
Men probeerde de toernooien beter te organiseren en veiliger te maken door bijvoorbeeld alleen het gebruik van botte wapens toe te staan. Ook werden het langere festiviteiten, met een of twee dagen voor steekspelen en een dag voor het toernooi zelf: een gevecht met alle deelnemers verdeeld in teams.
Nieuwe regels maakten het toernooi ietwat veiliger, maar het risico op fatale ongelukken bleef bestaan. Twee voorbeelden hiervan zijn Floris de Voogd en zijn vader Floris IV die beiden werden gedood tijdens een toernooi. Een Franse koning kreeg een lans in z'n oog.
Dergelijke toernooien worden sinds kort door enthousiaste amateurs nagespeeld, waarbij risico's op (fatale) ongelukken tot een minimum zijn beperkt.

## Uitrusting
Ridders en edelen konden altijd opgeroepen worden om in een feodaal leger strijd te voeren tegen externe heren of om interne opstanden te onderdrukken. Zij kregen al van ongeveer 7 jaar een militair gerichte opleiding (als page en schildknaap). 
Ridders moesten zelf zorgen voor hun uitrusting en bewapening. Het was dus niet gebruikelijk, zoals tegenwoordig, dat degene waarbij hij in dienst was hem voorzag van wapens en bescherming. De uitrusting van een ridder kon een fortuin waard zijn, vandaar dat tijdens toernooien en oorlog het gebruikelijk was de uitrusting van gevangengenomen tegenstanders te stelen. Het werd gezien als de eerlijk verkregen buit van de overwinnaar.
De uitrusting van een ridder bestond uit een minimum van een oorlogspaard, zwaard, schild en lans. 
Een belangrijke ontwikkeling was ook het nieuwe gebruik van de lans of speer in de 11e eeuw. Het gebruik van de lans was tot dan toe op twee manieren mogelijk: het gooien als een speer of de lans bovenarms vasthouden. In de 11e eeuw werd een nieuwe manier ontwikkeld waarbij de lans onder de arm werd geklemd. Hierdoor had de ruiter een stevigere grip en kon met meer kracht op zijn tegenstander in rijden. Een dergelijke cavalerie had een militair overwicht op licht bewapende en/of slecht gedisciplineerde infanterie.
Een ridder droeg beschermende kleding zoals een maliënkolder, helm, laarzen met beschermend metaal en beschermende stukken hard leer over de armen en benen. Een plaatharnas kwam pas in de late middeleeuwen, en een volledig harnas uit staalplaat om de kwetsbaarheid voor boogschutters en piekeniers te weerstaan, begon pas in de 15e eeuw algemeen gebruikt te worden, maar tegen die tijd was het militaire belang van de ridders al op zijn retour. Het kleed dat de ridder boven zijn harnas droeg, werd de tabbaard genoemd. Hun paard moest stevig en goed afgericht zijn om beweeglijk te blijven dat de Alleen stevige en goed afgerichte paarden konden met zo een last beweeglijk blijven. Hun strijdros had ook een deels beschermende uitrusting. De kosten voor een gepantserde ruiter met een zwaar en speciaal getraind oorlogspaard en vaak ook dienaren om hen te vergezellen gingen hoog oplopen zodat dit enkel mogelijk was voor rijke mensen met eigen bezit of uit de hoge adel. Voor de armste adel was het lastiger om zich tot ridder te laten slaan. Zo was het in de late middeleeuwen haast onmogelijk, en bleven deze mensen vaak levenslang schildknaap.

## Ridderslag

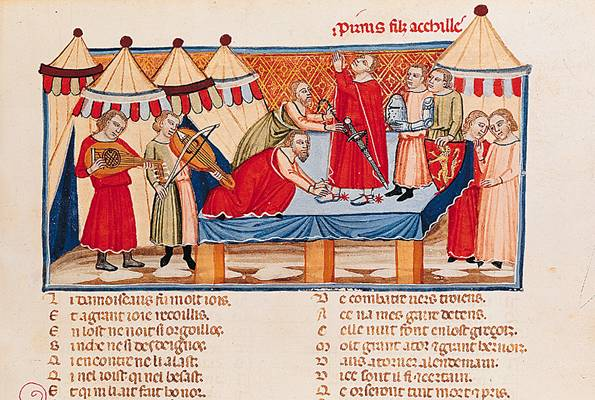
Miniatuur in Roman de Troie van Benoît de Sainte-Maure ca. 1160

De ridderslag of accolade was het ritueel waarmee men tot de Ridderstand toetrad. Dit gebruik is terug te leiden tot het intreden van een krijger tot de mannen van een heer in de zeer vroege middeleeuwen, en waarschijnlijk zelfs daarvoor. Dit ritueel was het geven of omdoen van wapens tijdens een bijeenkomst van de gemeenschap. 
Het ritueel van de ridderslag is uitgebreid met geestelijke en koninklijke symboliek. Zo waren er veel ridders die de nacht voor de ridderslag waakten en baden in een kapel. Het ritueel zelfs van het omgespen van het zwaard en de sporen: de symbolen voor het ridderschap, waarna een tik tegen de wang of de nek werd gegeven: dit heet de collée of paumée. In het gedicht L'Ordene de la chevalerie dat voor 1250 geschreven is, legt de gevangengenomen kruisvader Hugo van Tabarijen (†1107) de ceremonie van de rite de passage, vergelijkbaar met het initiatieritueel van de sacramenten, uit aan Saladin.
In de late middeleeuwen en de renaissance werden deze rituelen vermengd tot het tikken op de schouder met een zwaard.
Degene die de ridderslag gaf moest op zijn minst zelf ridder zijn, al werd vaak geprobeerd de ridderslag van een zo hoog of beroemd mogelijk persoon te ontvangen. Op die manier straalde zijn roem ook een beetje op de nieuwe ridder af. Een ridderslag verkregen tijdens een kruistocht naar het Heilige Land leverde extra roem op. Was de ridderslag op het Heilig Graf ontvangen dan was dat tevens de bevestiging dat de nieuwe ridder had voldaan aan de gelofte katholieke kerk en geloof te zullen verdedigen. Bij thuiskomst werd hij rijkelijk beloond.
Vanaf de 15e eeuw werd het uitdelen van de ridderslag steeds meer het monopolie van de koning. Dit hing ook samen met de overgang van de functie van de ridder: het werd meer een formele titel dan de krijger op het slagveld. 
De vorst kon de iemand de ridderstatus geven op twee manieren: enerzijds door de ridderslag die toegepast werd voor personen die militair actief waren en anderzijds bij personen die niet die ambitie hadden ging dat met een adelbrief.

## Einde van de riddertijd
In de loop van de late middeleeuwen verminderde het belang van de ridders op het slagveld door militaire veranderingen. Een van die veranderingen is de ontwikkeling van de kruisboog en longbow in Engeland. Deze verandering vond vooral plaats in de Honderdjarige Oorlog, waarbij de Engelsen veel voordeel hadden over de Fransen, die deze nieuwe technieken nog niet gebruikten.
Een bekend voorbeeld is de Guldensporenslag in 1302, waar de Franse ridders een nederlaag leden tegen het Vlaamse voetvolk. Piekeniers en boogschutters konden op afstand door het harnas van de ridder schieten, terwijl een ridder juist gevaarlijker was dichtbij. De komst van veldartillerie versterkte dit proces. De ontwikkeling van de bombarde in de 14e eeuw, en later de handwapens maakten een gespecialiseerde bereden elite overbodig. 
De vorsten en koningen van de territoriale staten die in de late Middeleeuwen werden uitgebouwd wilden zich bevrijden van de afhankelijkheid van hun ondergeschikten  en deden steeds meer een beroep op huursoldaten. Het bezoldigd ambt in een staand leger kwam in plaats van het leenwezen. Hierdoor verloren de ridders, die voorheen de steunpilaar van de feodale legers waren, veel van hun belang. Deze ontwikkeling versterkte de macht van koningen en keizers en verzwakte de ridders en hun samenhang. De opkomst van de geldeconomie maakte dat de vorst voldoende middelen had om een staand leger te betalen. De 14e-eeuwse landbouwcrisis verminderde bovendien de inkomsten van de adel. Een deel van de ridderschap werd verarmd. Om voor zichzelf belangrijk te worden en een basis voor overleving te behouden, wendden sommige ridders zich tot roof (roofridder) door andere edelen en naburige ridders te bestrijden en te beroven. Zelfs de troepen van de soevereinen of confederaties van steden moesten hier soms ingrijpen en het kasteel van zo'n edelman bezetten en onder gedwongen bestuur stellen. Veel ridders pasten zich echter ook aan de veranderde omstandigheden aan door zich als goedbetaalde huurlingen bij een lansiers- of kurassierseenheid aan te sluiten. 
Zolang de gepantserde ruiterij de kern van het leger vormde bleef het overwicht van de edele ridders in het staand leger bestaan. Paarden en harnassen veronderstelden een investering die alleen door vermogenden kon worden opgebracht.
De riddertitel was tegen die tijd al vooral het monopolie van de hogere, rijkere adel, en verloor zijn militaire betekenis. Het werd enkel een formele titel die wel gegeerd was omwille van zijn associatie met de riddermatige adel.
Tot in de 16e eeuw bleef het ridderschap het image van de adel beheersen. In de loop van de 17e eeuw was het niet meer de ridder maar de de gecultiveerde, vermogende gentleman met verfijnde, adellijke levenswijze die model stond.

## Formele titel
De riddertitel werd een louter formele titel. 
In Duitsland bestonden tot 1806 "Rijksridders". Deze edelen ontvingen hun leen direct van de Keizer en waren dus geen onderdaan van een van de Duitse vorsten. De Rijksridders waren verenigd in een drie regionale colleges om hun belangen te behartigen, maar ze hadden geen stem op de Rijksdag.
Ook in Nederland en België zijn er families die de titel van ridder voeren. Deze oude titels waren in de 19e eeuw weinig in aanzien maar sommige Belgische families, zoals het geslacht Cleenewerck de Crayencour zijn de oude titel weer gaan gebruiken. Nederlandse Ridders, zoals de Ridders van Rappard voeren het predicaat "jonkheer". Het "ridder" is een deel van de geslachtsnaam geworden en wordt daarom door de vrouwelijke leden van de familie niet vervrouwelijkt tot bijvoorbeeld "Vrouwe van Rappard".
In het Verenigd Koninkrijk bestaat een categorie erfelijke ridders, Baronet geheten, en er zijn ook erfelijke ridders. Verder zijn er de (niet-erfelijke) titels van Knight Companion, een lid van een exclusieve Ridderorde en Knight Bachelor, een door de Koningin tot ridder geslagen heer. Er zijn Dames Companions maar voor de Knight Bachelor bestaat geen vrouwelijke vorm. Daarom worden hooggeplaatste vrouwelijke rechters vaak in hoge Ridderorden opgenomen waar hun mannelijke collegæ een ridderslag ontvangen. Al deze ridders en dames zijn lid van de Britse adel.

## Moderne tijd
Naarmate het ridderschap steeds minder geassocieerd met oorlogvoering, gaf de naam steeds vaker een sociale status aan. Tegenwoordig worden ridderschappen nog steeds vergeven in Groot-Brittannië (Dame en Sir) en andere landen van het Brits Gemenebest en in Nederland, als erkenning van verdiensten. Die verdiensten zijn niet noodzakelijk militair van aard.
In Nederland kan men als Ridder in de Orde van de Nederlandse Leeuw en als Ridder in de Orde van Oranje-Nassau worden gedecoreerd. Dit geeft echter geen recht op ridderschap of een rangkroon.